# Southern hemisphere grade
 Southern hemisphere grade è un gruppo informale di piante angiosperme dicotiledoni della famiglia delle Asteraceae (sottofamiglia Asteroideae e tribù Anthemideae).

## Descrizione

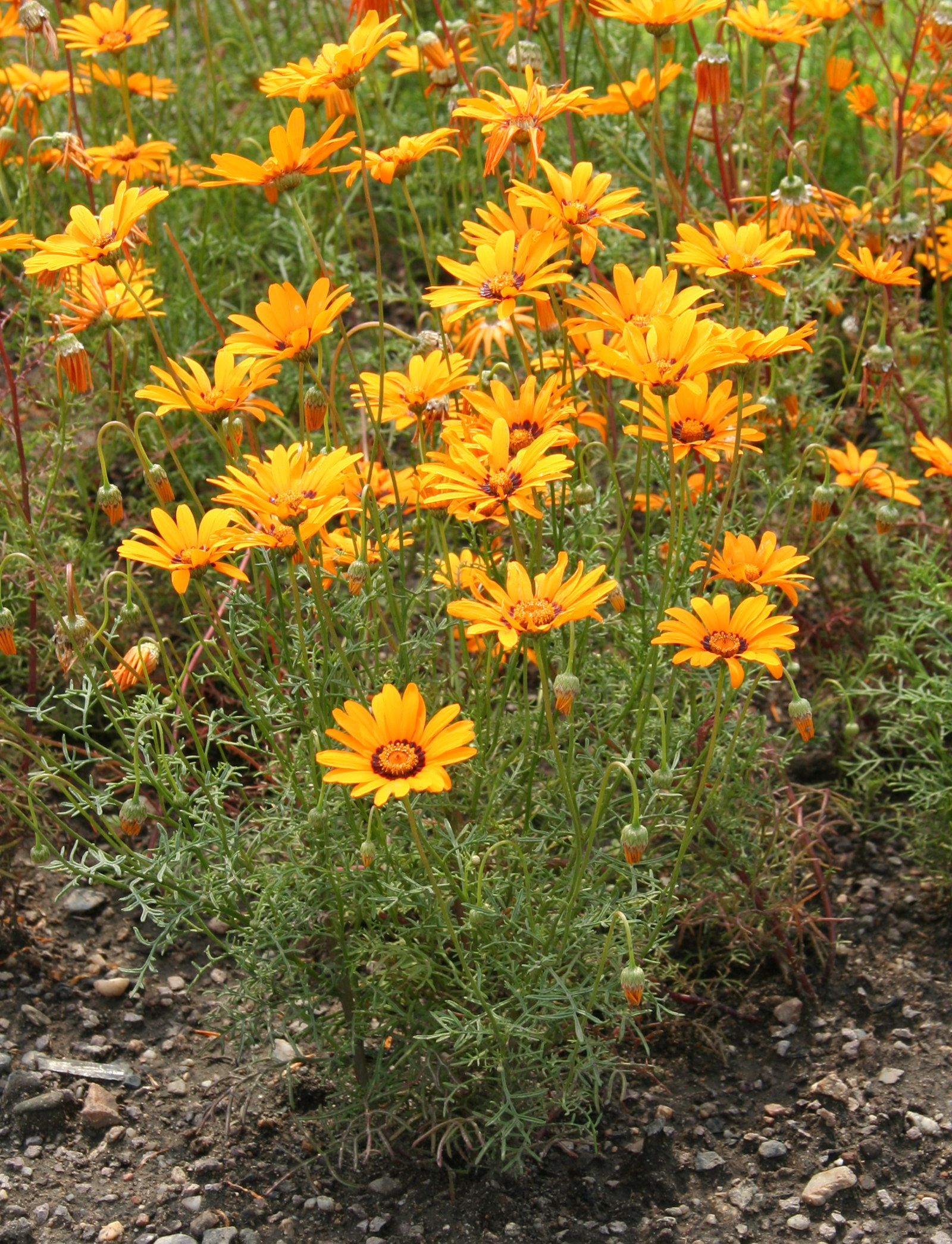
Il portamento
Ursinia_anthemoides

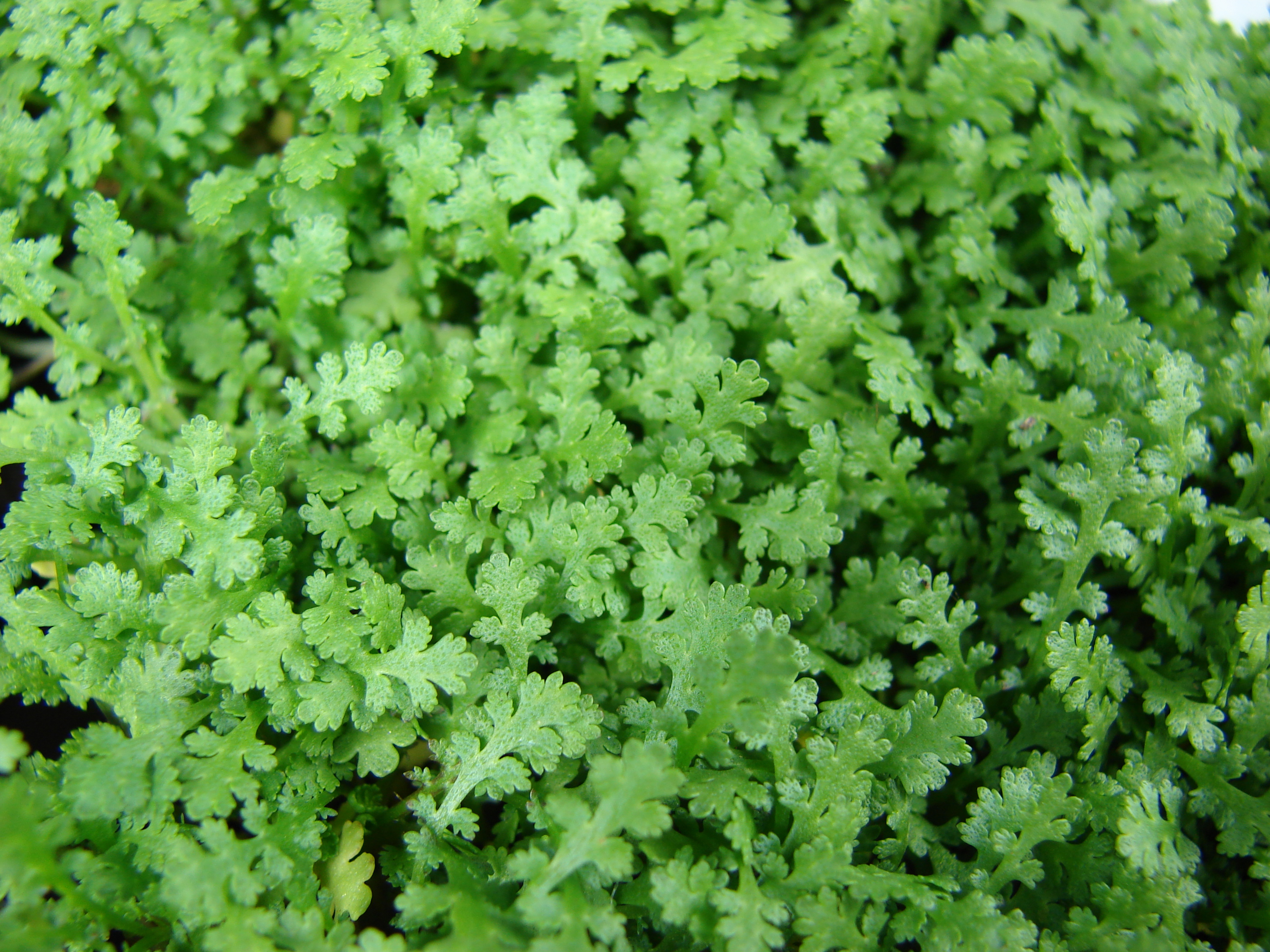
Le foglie
Leptinella_gruveri

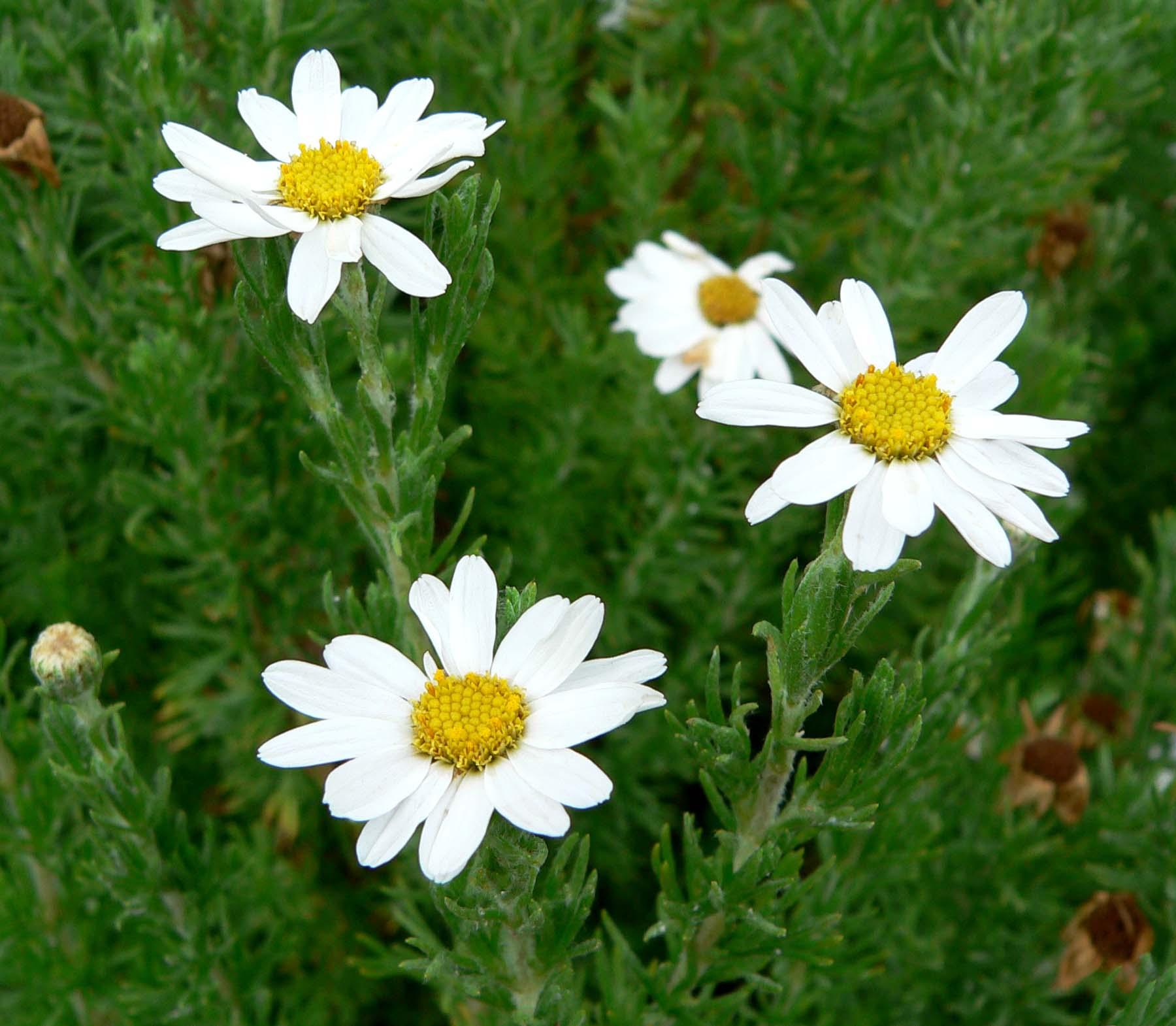
Infiorescenza
Eumorphia_sericea

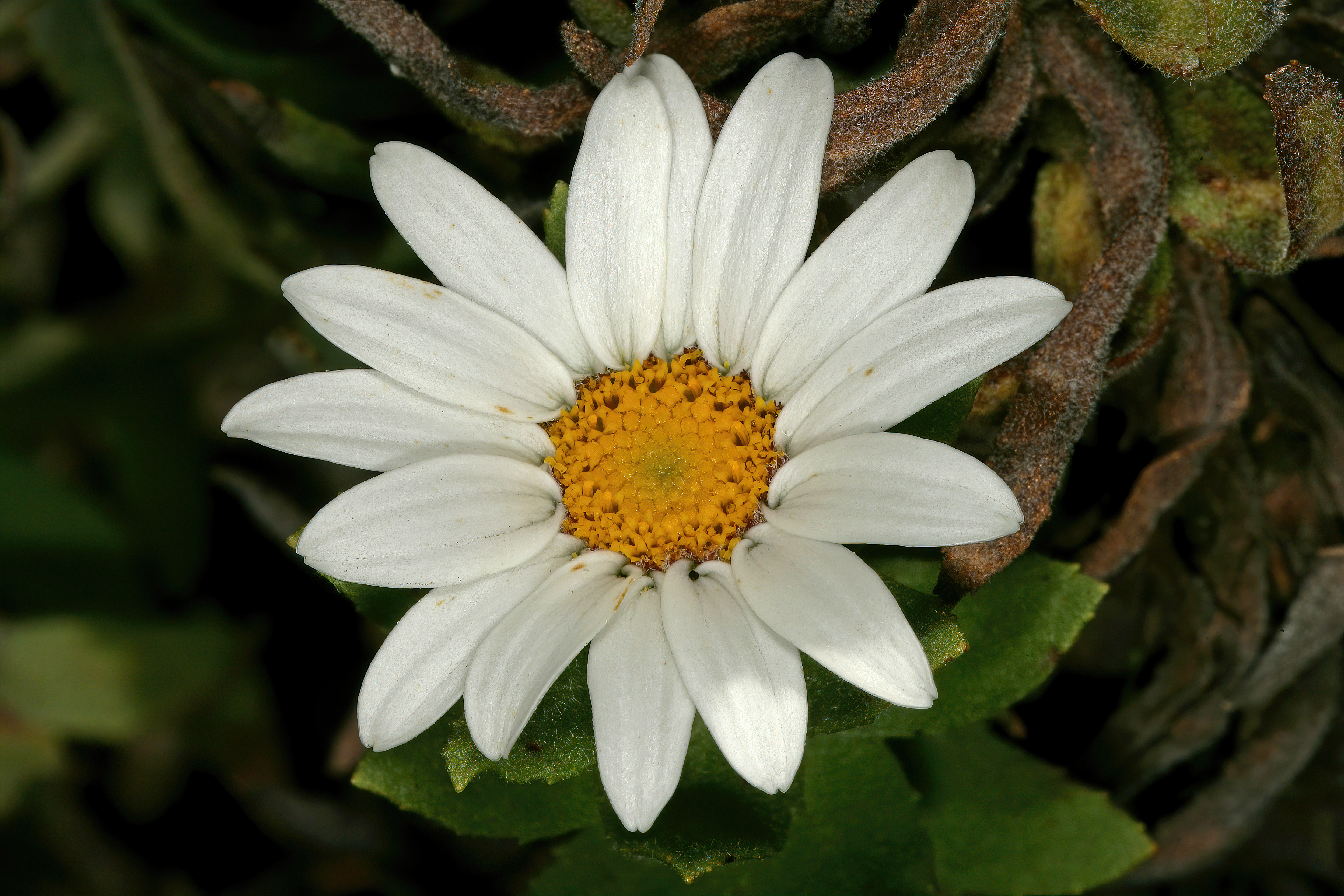
I fiori
Osmitopsis_dentata

Portamento. L'habitus delle specie di questo gruppo è erbaceo annuale o perenne, ma anche arbustivo e cespuglioso; l'indumento è formato da peli di tipo basifissi oppure le superfici possono essere glabre. Alcune piante sono aromatiche.
Fusto. La parte aerea in genere è eretta, semplice o ramosa. 
Foglie. Le foglie sono soprattutto cauline disposte in modo alternato che opposto (Cotula). La lamina, con forme da lanceolate a lineari, può essere intera o lobata di tipo 1-3-pennatosetta; i margini sono variamente dentati, crenati o seghettati. La consistenza può essere succulenta (Adenoglossa e Ursinia) e la superficie può essere ghiandolosa.
Infiorescenza. Le sinflorescenze sono formate da capolini o solitari o raccolti in modo corimboso sia denso che lasso. Le infiorescenze vere e proprie sono composte da un capolino terminale peduncolato di tipo radiato, disciforme o discoide, normalmente con fiori eterogami (raramente omogami). I capolini sono formati da un involucro, con forme emisferiche, talvolta obconiche, cilindriche o urceolate, composto da diverse brattee, al cui interno un ricettacolo fa da base ai fiori di due tipi: fiori del raggio e fiori del disco. Le brattee, piatte e a consistenza erbacea (scariose sui bordi e all'apice - a parte il genere Lidbeckia), sono disposte in modo più o meno embricato su più serie. Le brattee possono avere dei condotti resinosi longitudinali centrali. Il ricettacolo, piatto, è provvisto, oppure no, di pagliette avvolgenti la base dei fiori. A volte può essere peloso (Lidbeckia e Thaminophyllum) o marginalmente con pagliette (Schistostephium).
Fiori.  I fiori sono tetra-ciclici (formati cioè da 4 verticilli: calice – corolla – androceo – gineceo) e pentameri (calice e corolla formati da 5 elementi). Si distinguono in:
- fiori del raggio (esterni): sono femminili e sono disposti su una serie; la forma è ligulata (zigomorfa); a volte possono mancare o essere sterili;
- fiori del disco (centrali): sono più numerosi con forme brevemente tubulose (attinomorfe); sono ermafroditi (o funzionalmente maschili - in Hippia, Leptinella, Schistostephium e Soliva); in alcune specie (Adenoglossa decurrens) nei fiori del disco sono presenti delle forme intermedie: 2 piccoli lobi adassiali e 3 grandi lobi abassiali (si tratta quindi di una forma leggermente zigomorfa).

- Formula fiorale:

*/x K {\displaystyle \infty }, [C (5), A (5)], G 2 (infero), achenio
- Calice: i sepali del calice sono ridotti ad una coroncina di squame.

- Corolla: 
  - fiori del raggio: la forma della corolla alla base è più o meno tubulosa-imbutiforme, mentre all'apice è ligulata; la ligula può terminare con alcuni denti; il colore è bianco, bianco con base gialla, giallo o blu-violetto, rosato o rossastro;
  - fiori del disco: la forma è tubulare bruscamente divaricata in 5 lobi; i lobi, patenti o eretti, hanno una forma deltata o più o meno lanceolata; il colore può essere giallo o raramente biancastro o rossastro; in alcune specie i lobi hanno un canale centrale resinoso mentre in altre (Phymaspermum) sono pubescenti per lunghi peli.

- Androceo: l'androceo è formato da 5 stami (alternati ai lobi della corolla) sorretti da filamenti generalmente liberi; gli stami sono connati e formano un manicotto circondante lo stilo. Le antere possono essere sia di tipo basifissa che mediofissa (ossia attaccate al filamento per la base – nel primo caso; oppure in un punto intermedio – nel secondo caso).[10] Questa caratteristica ha valore tassonomico in quanto distingue i generi gli uni dagli altri. Il tessuto endoteciale (rivestimento interno dell'antera) è quasi sempre polarizzato (con due superfici distinte: una verso l'esterno e una verso l'interno). Il polline è sferico con un diametro medio di circa 25 micron;  è tricolporato (con tre aperture sia di tipo a fessura che tipo isodiametrica o poro) ed è echinato (con punte sporgenti).

- Gineceo: l'ovario è infero uniloculare formato da 2 carpelli. Lo stilo (il recettore del polline) è profondamente bifido (con due stigmi divergenti) e con le linee stigmatiche marginali separate o contigue. I due bracci dello stilo hanno una forma troncata e possono essere papillosi o ricoperti da ciuffi di peli.

Frutti. I frutti sono degli acheni con o senza pappo;
- achenio: la forma degli acheni è cilindrica o obovoide (a volte sono compressi) privi di coste o con diverse coste (fino a 12) e due ali laterali (non sempre); nei solchi tra le coste sono presenti dei canali di resina e vari fasci vascolari; a volte il pericarpo è papilloso senza cellule miogeniche o sacche resinose;
- pappo: normalmente il pappo è composto da squame o setole; in altri casi si può avere un corto orlo di squame laciniate oppure è assente del tutto.

## Biologia
Impollinazione: l'impollinazione avviene tramite insetti (impollinazione entomogama tramite farfalle diurne e notturne).

Riproduzione: la fecondazione avviene fondamentalmente tramite l'impollinazione dei fiori (vedi sopra).

Dispersione: i semi (gli acheni) cadendo a terra sono successivamente dispersi soprattutto da insetti tipo formiche (disseminazione mirmecoria). In questo tipo di piante avviene anche un altro tipo di dispersione: zoocoria. Infatti gli uncini delle brattee dell'involucro (se presenti) si agganciano ai peli degli animali di passaggio disperdendo così anche su lunghe distanze i semi della pianta. Inoltre per merito del pappo (se presente) il vento può trasportare i semi anche a distanza di alcuni chilometri (disseminazione anemocora).

## Distribuzione e habitat
Le specie di questo gruppo sono distribuite soprattutto in Africa meridionale (vedi il dettaglio nella tabella più avanti).

## Sistematica
La famiglia di appartenenza di questa voce (Asteraceae o Compositae, nomen conservandum) probabilmente originaria del Sud America, è la più numerosa del mondo vegetale, comprende oltre 23.000 specie distribuite su 1.535 generi, oppure 22.750 specie e 1.530 generi secondo altre fonti (una delle checklist più aggiornata elenca fino a 1.679 generi). La famiglia attualmente (2021) è divisa in 16 sottofamiglie; la sottofamiglia Asteroideae è una di queste e rappresenta l'evoluzione più recente di tutta la famiglia.

### Filogenesi
Il gruppo di questa voce è descritto nella tribù Anthemideae, una delle 21 tribù della sottofamiglia Asteroideae). Da un punto di vista filogenetico, la tribù Anthemideae fa parte del supergruppo (o sottofamiglia) "Asteroideae grade"; l'altro è il supergruppo "Non-Asteroideae" contenente il resto delle sottofamiglie delle Asteraceae. All'interno del supergruppo è vicina alle tribù Senecioneae, Calenduleae, Gnaphalieae e Astereae.
In base alle ultime ricerche nella tribù sono stati individuati (provvisoriamente) 4 principali lignaggi (o cladi): "Southern hemisphere grade", "Asian-southern African grade", "Eurasian grade" e "Mediterranean clade". Il clade "Southern hemisphere grade", di questa voce, comprende soprattutto specie africane.
Il cladogramma seguente, tratto dallo studio citato e semplificato, mostra una possibile configurazione filogenetica del clade.
|  | (...altri cladi...)                                               |
|  |                                                                   |
|  | \| \| Athanasiinae 2 \| \| \| \| \| \| Phymasperminae \| \| \| \| |
|  |                                                                   |
|  | Athanasiinae 2                                                    |
|  |                                                                   |
|  | Phymasperminae                                                    |
|  |                                                                   |

|  | Athanasiinae 2 |
|  |                |
|  | Phymasperminae |
|  |                |

|  | (...altri cladi...)                                               |
|  |                                                                   |
|  | \| \| Athanasiinae 2 \| \| \| \| \| \| Phymasperminae \| \| \| \| |
|  |                                                                   |
|  | Athanasiinae 2                                                    |
|  |                                                                   |
|  | Phymasperminae                                                    |
|  |                                                                   |

|  | Athanasiinae 2 |
|  |                |
|  | Phymasperminae |
|  |                |

|  | (...altri cladi...)                                               |
|  |                                                                   |
|  | \| \| Athanasiinae 2 \| \| \| \| \| \| Phymasperminae \| \| \| \| |
|  |                                                                   |
|  | Athanasiinae 2                                                    |
|  |                                                                   |
|  | Phymasperminae                                                    |
|  |                                                                   |

|  | Athanasiinae 2 |
|  |                |
|  | Phymasperminae |
|  |                |

|  | (...altri cladi...)                                               |
|  |                                                                   |
|  | \| \| Athanasiinae 2 \| \| \| \| \| \| Phymasperminae \| \| \| \| |
|  |                                                                   |
|  | Athanasiinae 2                                                    |
|  |                                                                   |
|  | Phymasperminae                                                    |
|  |                                                                   |

|  | Athanasiinae 2 |
|  |                |
|  | Phymasperminae |
|  |                |

|  | (...altri cladi...)                                               |
|  |                                                                   |
|  | \| \| Athanasiinae 2 \| \| \| \| \| \| Phymasperminae \| \| \| \| |
|  |                                                                   |
|  | Athanasiinae 2                                                    |
|  |                                                                   |
|  | Phymasperminae                                                    |
|  |                                                                   |

|  | Athanasiinae 2 |
|  |                |
|  | Phymasperminae |
|  |                |

|  | (...altri cladi...)                                               |
|  |                                                                   |
|  | \| \| Athanasiinae 2 \| \| \| \| \| \| Phymasperminae \| \| \| \| |
|  |                                                                   |
|  | Athanasiinae 2                                                    |
|  |                                                                   |
|  | Phymasperminae                                                    |
|  |                                                                   |

|  | Athanasiinae 2 |
|  |                |
|  | Phymasperminae |
|  |                |

|  | (...altri cladi...)                                               |
|  |                                                                   |
|  | \| \| Athanasiinae 2 \| \| \| \| \| \| Phymasperminae \| \| \| \| |
|  |                                                                   |
|  | Athanasiinae 2                                                    |
|  |                                                                   |
|  | Phymasperminae                                                    |
|  |                                                                   |

|  | Athanasiinae 2 |
|  |                |
|  | Phymasperminae |
|  |                |

|  | (...altri cladi...)                                               |
|  |                                                                   |
|  | \| \| Athanasiinae 2 \| \| \| \| \| \| Phymasperminae \| \| \| \| |
|  |                                                                   |
|  | Athanasiinae 2                                                    |
|  |                                                                   |
|  | Phymasperminae                                                    |
|  |                                                                   |

|  | Athanasiinae 2 |
|  |                |
|  | Phymasperminae |
|  |                |

|  | (...altri cladi...)                                               |
|  |                                                                   |
|  | \| \| Athanasiinae 2 \| \| \| \| \| \| Phymasperminae \| \| \| \| |
|  |                                                                   |
|  | Athanasiinae 2                                                    |
|  |                                                                   |
|  | Phymasperminae                                                    |
|  |                                                                   |

|  | Athanasiinae 2 |
|  |                |
|  | Phymasperminae |
|  |                |

|  | (...altri cladi...)                                               |
|  |                                                                   |
|  | \| \| Athanasiinae 2 \| \| \| \| \| \| Phymasperminae \| \| \| \| |
|  |                                                                   |
|  | Athanasiinae 2                                                    |
|  |                                                                   |
|  | Phymasperminae                                                    |
|  |                                                                   |

|  | Athanasiinae 2 |
|  |                |
|  | Phymasperminae |
|  |                |

|  | (...altri cladi...)                                               |
|  |                                                                   |
|  | \| \| Athanasiinae 2 \| \| \| \| \| \| Phymasperminae \| \| \| \| |
|  |                                                                   |
|  | Athanasiinae 2                                                    |
|  |                                                                   |
|  | Phymasperminae                                                    |
|  |                                                                   |

|  | Athanasiinae 2 |
|  |                |
|  | Phymasperminae |
|  |                |

|  | (...altri cladi...)                                               |
|  |                                                                   |
|  | \| \| Athanasiinae 2 \| \| \| \| \| \| Phymasperminae \| \| \| \| |
|  |                                                                   |
|  | Athanasiinae 2                                                    |
|  |                                                                   |
|  | Phymasperminae                                                    |
|  |                                                                   |

|  | Athanasiinae 2 |
|  |                |
|  | Phymasperminae |
|  |                |

|  | (...altri cladi...)                                               |
|  |                                                                   |
|  | \| \| Athanasiinae 2 \| \| \| \| \| \| Phymasperminae \| \| \| \| |
|  |                                                                   |
|  | Athanasiinae 2                                                    |
|  |                                                                   |
|  | Phymasperminae                                                    |
|  |                                                                   |

|  | Athanasiinae 2 |
|  |                |
|  | Phymasperminae |
|  |                |

|  | (...altri cladi...)                                               |
|  |                                                                   |
|  | \| \| Athanasiinae 2 \| \| \| \| \| \| Phymasperminae \| \| \| \| |
|  |                                                                   |
|  | Athanasiinae 2                                                    |
|  |                                                                   |
|  | Phymasperminae                                                    |
|  |                                                                   |

|  | Athanasiinae 2 |
|  |                |
|  | Phymasperminae |
|  |                |

|  | (...altri cladi...)                                               |
|  |                                                                   |
|  | \| \| Athanasiinae 2 \| \| \| \| \| \| Phymasperminae \| \| \| \| |
|  |                                                                   |
|  | Athanasiinae 2                                                    |
|  |                                                                   |
|  | Phymasperminae                                                    |
|  |                                                                   |

|  | Athanasiinae 2 |
|  |                |
|  | Phymasperminae |
|  |                |

|  | (...altri cladi...)                                               |
|  |                                                                   |
|  | \| \| Athanasiinae 2 \| \| \| \| \| \| Phymasperminae \| \| \| \| |
|  |                                                                   |
|  | Athanasiinae 2                                                    |
|  |                                                                   |
|  | Phymasperminae                                                    |
|  |                                                                   |

|  | Athanasiinae 2 |
|  |                |
|  | Phymasperminae |
|  |                |

I caratteri distintivi delle specie di questo gruppo sono:
- il ricettacolo, piatto (o da emisferico a conico), è provvisto, oppure no, di pagliette;
- Il tessuto endoteciale può essere polarizzato come no;
- l'indumento è formato da peli basifissi (o anche mediafissi);
- i filamenti del collare (delle antere) sono sottili.
- il pappo, se presente, è formato da una coroncina di scaglie.

Il numero cromosomico delle specie di questo gruppo varia da 2n = 16 a 36 con specie poliploidi fino a 2n = 120.
Tempi di divergenza (milioni di anni - Ma) in base all'"orologio molecolare":
- 24 Ma: Osmitopsidinae
- 17 - 7 Ma: Cotulinae
- 14 Ma: Ursiniinae e Inulantherinae
- 13 - 9 Ma: Athanasiinae
- 5 - 3 Ma: Phymasperminae

### Composizione del clade
Il lignaggio "Southern hemisphere grade" comprende 6 sottotribù 22 generi e 313 specie.
| Sottotribù                                     | N. generi                              | N. specie | Distribuzione                                                                              | Caratteri più significativi | Numeri cromosomici                                    | Fiori |
| ---------------------------------------------- | -------------------------------------- | --------- | ------------------------------------------------------------------------------------------ | --- | ----------------------------------------------------- | ----- |
| Athanasiinae (Less.) Lindl. ex Pfeiff., 1872   | 6                                      | 94        | Soprattutto Africa meridionale                                                             | Il ricettacolo, piatto (o da emisferico a conico), è provvisto, oppure no, di pagliette. - Il tessuto endoteciale è quasi sempre polarizzato. - L'indumento è formato da peli basifissi (o anche mediafissi). - Il numero cromosomico di base è x = 8 | 2n = 16,18 e 36                                       |       |
| Cotulinae Kitt., 1844                          | 10                                     | 126       | Prevalentemente nell'emisfero australe. Il maggior centro di diversità si ha nel Sudafrica | Il ricettacolo normalmente è privo di pagliette. - Il tessuto endoteciale non è polarizzato. - L'indumento si compone di peli basifissi. - La cromosomia di base è x = 10, ridotta a 9 o 8, ma anche aumentata a 13, 15 e 17 e oltre                  | 2n = 16, 18 e 20 (specie poliploidi) fino a 2n = 120) |       |
| Inulantherinae Oberpr. & Töpfer, 2022          | Un genere: Inulanthera Källersjö, 1986 | 10        | Africa meridionale Madagascar                                                              | Le foglie sono alternate. - Le antere sono caudate. - All'apice dell'achenio è presente una piccola coroncina di scaglie. |                                                       |       |
| Osmitopsidinae Oberprieler & Himmelreich, 2007 | Un genere: Osmitopsis Cass., 1823      | 9         | Sudafrica                                                                                  | L'indumento è fatto di peli basifissi. - Il ricettacolo ha le pagliette. - Il tessuto endoteciale non è polarizzato. - Le antere hanno le code. | 2n = 20                                               |       |
| Phymasperminae Oberprieler & Himmelreich, 2007 | 3                                      | 29        | Africa meridionale                                                                         | Le pagliette del ricettacolo sono presenti oppure no. - Il tessuto endoteciale è polarizzato. - L'indumento è fatto di peli basifissi. - I filamenti del collare (delle antere) sono sottili.                                                         |                                                       |       |
| Ursiniinae Bremer & Humphries, 1993            | Un genere: Ursinia Gaertn., 1791       | 45        | Africa del sud e orientale: Sudafrica, Namibia, Botswana e Etiopia                         | Le foglie sono lineari, intere o all'apice sono piccolo-lobate. - All'apice degli acheni si trova una corona di 5 - 10 scaglie. |                                                       |       |

### Generi della flora spontanea italiana
Nella flora spontanea italiana sono presenti i seguenti generi/specie di questo gruppo:
- Sottotribù: Athanasiinae
  - Genere: Eriocephalus: E. africanus L. (Eriocefalo africano).
- Sottotribù: Cotulinae
  - Genere: Cotula: C. coronopifolia  L. (Margherita sudafricana) - C. australis Hook.f. (Margherita australiana).
  - Genere: Soliva: S. sessilis Ruiz & Pav. (Gippulina sessile) - S. stolonifera (Brot.) Loudon (Gippulina stolonifera)